# حسین محمدزاده صدیق

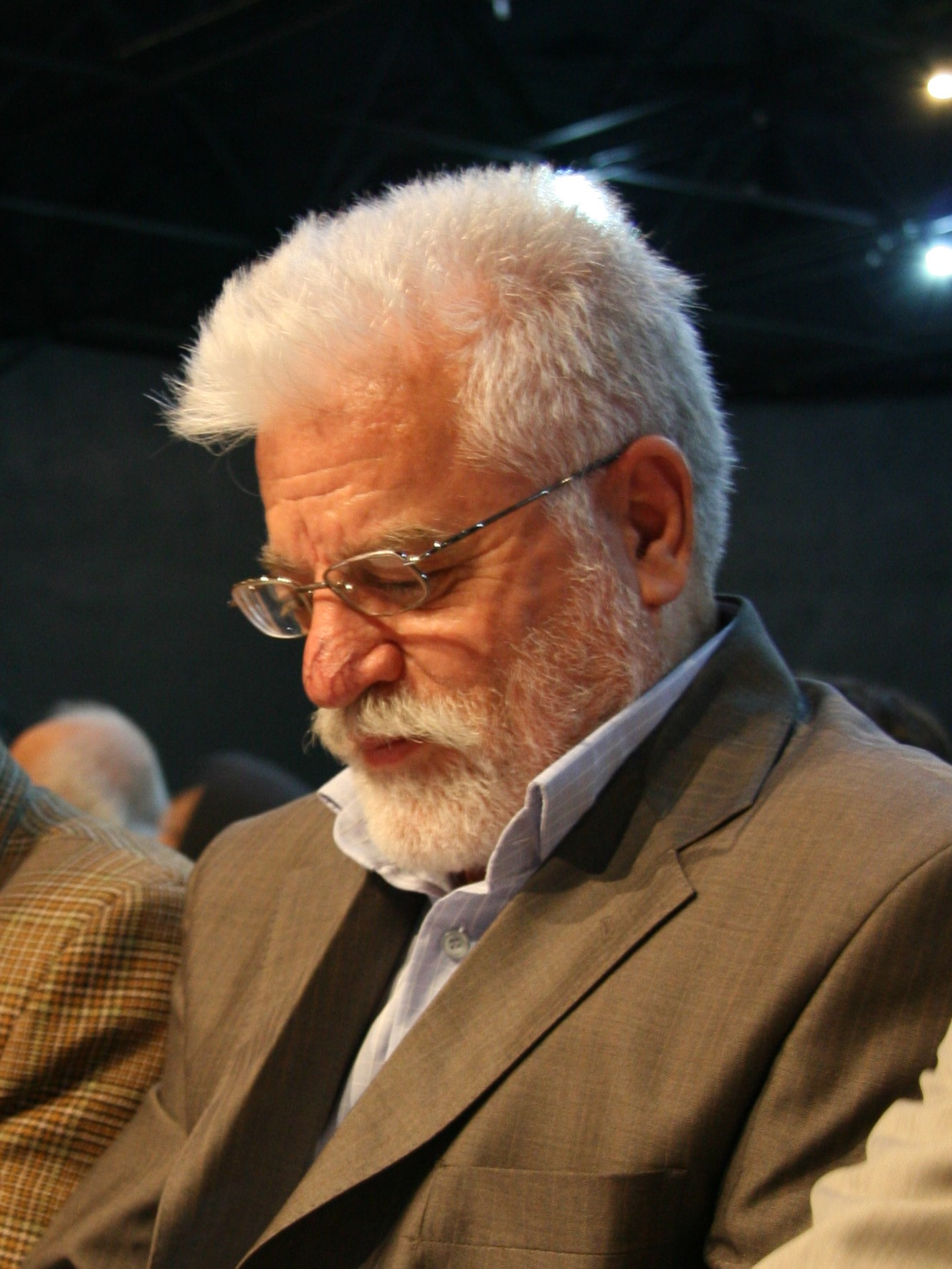
نگاره‌ای از حسین محمّدزاده صدیق - مرداد ۱۳۸۷

حسین محمّدزاده صدیق (تخلّص دۆزگۆن)، ( ۲۴ تیر ماه ۱۳۲۴ – ۲ شهریور ۱۴۰۱)، فعال سیاسی، نویسنده و مترجم ایرانی بود. از کارهای او می‌توان به نشر ترجمهٔ دیوان لغات الترک اثر محمود کاشغری، خلاصهٔ عباسی (خلاصه شده‌ای از سنگلاخ اثر میرزا مهدی استرآبادی)، مجموعه آثار ملا محمد فضولی، مجموعه دیوان‌های شاعران کلاسیک آذربایجان و قارا مجموعه (که محمدزاده صدیق آن را منتسب به شیخ صفی‌الدین اردبیلی می داند) اشاره نمود. صدیق، دیوان روح الله خمینی را به صورت منظوم به زبان ترکی ترجمه کرده‌است. همچنین وصیت‌نامهٔ روح الله خمینی را تحت عنوان «سون سؤز» و نامه به گورباچف، منشور روحانیت و سخنان کوتاه روح الله خمینی (قیساسؤزلر) را نیز ترجمه و چاپ نموده و این آثار در هفته‌نامۀ سهند و نیز از سوی دفتر تنظیم و نشر آثار امام به صورت مستقل چاپ گردیده‌است.
او به بسیاری از شهرهای آذربایجان و روستاهای آنجا سفر کرده و با افراد زیادی، اعم از ایرانی و غیر ایرانی، ملاقات کرده است.

## زندگی
حسین محمدزاده صدیق در ۱۵ تیر ماه سال ۱۳۲۴ در محلۀ سرخاب شهر تبریز به دنیا آمد. پدرش نوۀ آقا میرعلی سرخابی نویسندۀ کتاب ربیع الشریعه بود. مادرش دختر عباسقلی‌خان از خان‌های شهر اردبیل بود. عباسقلی‌خان از انقلابیون خوش‌نام مشروطه بوده و در قیام شیخ محمد خیابانی فعال بوده‌است. در سال ۱۳۴۲ ه‍.خ موفق به اخذ دیپلم از «دانشسرای مقدماتی» تبریز شد. در سال ۱۳۴۸ موفق به اخذ لیسانس ادبیات فارسی شد. پس از انقلاب ۱۳۵۷ ایران در سال ۱۳۶۰ موفق به اخذ مدرک فوق لیسانس ادبیات ترکی از دانشگاه استانبول و در ۱۳۶۲ موفق به اخذ دکترای تطبیقی زبان‌های فارسی، عربی و ترکی از همان دانشگاه گردید.
در آن زمان اتحادیه جماهیر شوروی موافق حمایت از افرادی جوانی همچون صدیق بودند. او مشارکتی در نشریاتی همچون «یولداش»، «انقلاب یولوندا» و «یئنی یول» داشت که به‌طور مشترک دارای تحریریۀ طرفدار شوروی بوده‌اند. در سال ۱۹۸۲ نیز صدیق به کنفرانسی دعوت شد که از سوی انجمنِ آذربایجانیِ جمهوری شوروی سوسیالیستی آذربایجان به مناسبت سالگرد تأسیس این حزب و برای دوستی فرهنگی برگزار شد. در همین زمان، جمهوری دمکراتیک آذربایجان شوروی به واسطۀ همین انجمن حمایت‌های مادی نیز انجام می‌داد. به عنوان مثال آن‌ها کتاب‌های ویرایش شده توسط آذربایجان شوروی را، از جمله با موضوعات تاریخی، ترجمه و رونویسی می‌کردند تا در ایران چاپ شوند.
تخلص وی در شعر «دوزگون» است. امضاهای دیگرش در تألیفات و مقالات به شرح ذیل می‌باشند: حسین دوزگون، ح. صدیق، ح.م. صدیق، حسین صدیق، ح. دوزگون، حسین سرخاب‌لی، حسین شمایلی.
وی مسئول انتشار هفته‌نامهٔ سهند وابسته به روزنامهٔ اطلاعات برای جمهوری‌های قفقاز از سال ۱۳۶۸ تا ۱۳۸۱ بوده‌است. از سال ۱۳۷۰ تدریس مادهٔ درسی ترکی آذری در دانشگاه‌ها را به عهده گرفت و در دانشگاه تهران، علوم پزشکی، صنعتی شریف، امام صادق، علم و صنعت، دانشگاه ارومیه، دانشگاه آزاد واحد زنجان، واحد رودهن، واحد مرکزی تهران و چند دانشگاه و مؤسسهٔ آموزش عالی دیگر به تدریس این درس پرداخت.
او در بامداد چهارشنبه، دوم شهریور ۱۴۰۱ در سن ۷۷ سالگی، بعد از مدتی تحمل بیماری به علت سکته قلبی در بیمارستان فیروزگر تهران درگذشت

## پیشینه و دیدگاه سیاسی
- صدیق در سال ۱۳۵۶ هجری خورشیدی، در مقدمۀ کتابی که به مناسبت هفتادمین سالگرد جنبش مشروطه چاپ شد (کتاب یپرم‌خان ارمنی) و توسط انتشارات بابک به چاپ رسید به مدح و تمجید وی پرداخت[۹] و در صفحۀ نهم اینطور نوشت[۱۰]« ...[یپرم‌خان] در ۱۶–۱۷ سالگی به گروه «ارمنستان جوان» که برای یاری ارمنیان «ارض‌روم» برای نجات از شرایط ناانسانی دولت عثمانی تشکیل شده بود، پیوست و به تفلیس رفت » همچنین در صفحۀ دهم می‌نویسد:[۱۰]«... یپرم‌گانتساکتسی… برای نجات ارمنیان ترکیه به سرزمین دولت عثمانی روان شد » خاطرات مزبور در سال ۱۹۰۸ (میلادی) بدست یپرم‌خان نوشته شد و در سال ۱۹۴۶ در روزنامۀ آلیک تهران به زبان ارمنی منتشر شد و نروس، مترجم ارمنی آن را به فارسی درآورد و صدیق بر آن مقدمه نوشت.[۱۰]ص ۲۲
- برخی نسبت گرایش‌های مارکسیستی به وی نسبت داده‌اند.[۷] بنا به ادعای روزنامۀ کیهان، در سال ۱۳۵۷ هجری خورشیدی، «فرقۀ آزادی‌خواهان آذربایجان» به دبیری حسین محمدزادۀ صدیق (حسین دوزگون) یک جریان مارکسیستی بوده و مجلۀ ناشر و افکار و ارگان این جمعیت، یولداش، نیز تریبونی برای تبلیغ و ترویج مارکسیسم ـ لنینیسم بوده‌است.[۱۱][۱۲]
- صدیق در رابطه با صدور انقلاب اسلامی به قفقاز اقدام به چاپ مجلهٔ فرهنگی ترکی نموده‌است.ص ۱۴[۱۳][۱۴]
- صدیق دربارهٔ خاطرۀ بازدید سال ۱۳۶۰ خود از مزار پیشه‌وری در باکو به زبان ترکی می‌نویسد ص ۱۴[۱۳][۱۴]

 بر سر مزار پیشه‌وری اختیارم را از دست دادم. چند دقیقه‌ای به حال خود نبودم؛ متأثر شدم، به هیچ وجه نمی‌توانستم خودم را کنترل کنم؛ گریه، آی گریه، ... سعی کردم در مقابل مجسمۀ با عظمت پیشه‌وری و قبر او یک دقیقه خبردار ایستاده و سکوت کنم. ته دل با خودم برای تحقق بخشیدن آمال و آرزوهای رهبرمان تا لحظۀ مرگ، پیمان بستم ... در مقابل رهبرمان، همانند کسی که گوش به فرمان است ایستاده‌ام. اختیارم دست خودم نبود. محلۀ سعادت تبریز در مقابل چشمم زنده شده بود. قتل‌عام ۲۵٬۰۰۰ آذربایجانی را به خاطر می‌آوردم. در ایستادن و نگاه مجسمۀ پیشه‌وری چنان سحری بود که مانند سیل اشکم جاری بود. برف سپید بر موهای رهبرمان نشسته بود.

### دیدارِ افسر وزارت دفاع فرانسه در کرج
می گویند یکی از افسران فرانسه وابسته به وزارت دفاع این کشور در ذیل یکی از مقالاتش اشاره می‌کند که در کرج با صدیق و مریدانش دیدار و گفت‌وگو کرده‌است.
«ژیل ریو» فرانسوی است که رسالهٔ دکترای خود را در موضوع «ساخت هویت و فعالیت‌های قومگرایانه در آذربایجان» ارائه داده‌است. وی به عنوان پژوهشگر در «مؤسسۀ پژوهش‌های راهبردی مدرسۀ نظامی فرانسه» (وابسته به وزارت دفاع این کشور) مشغول به کار است. وی تاکنون مقالات متعددی در تشریح همدلانهٔ اقدامات تجزیه‌طلبان پان‌ترک منتشر نموده‌است. از آن جمله، مقالهٔ «الگوهای اخذ شده در ناسیونالیسم آذربایجان ایران» است. این مقاله در مجلهٔ دفتر آسیای مرکزی شماره ۱۹–۲۰ در سال ۲۰۱۱ چاپ شده‌است. وی در همین مقاله مدعی شده و 
اشاره می‌کند که سفرهای متعددی به ایران و در همین سفرها دیدارهای متعددی در کرج با حسین صدیق دوزگون و حامیان و همفکران او داشته‌است.

## رد نظریهٔ زبان آذری احمد کسروی

### موافق
صدیق فرجام سخن در رد نظریۀ زبان آذری را در انتهای کتاب خود به شرح ذیل آورده‌است: 

- لفظ آذری ترکی‌الاصل است و مردان بخرد منسوب به قبیلۀ آز معنی می‌دهد و اسم اشهر زبان ترکی رایج در آذربایجان است.
- کسروی تئوری مجعول آذری با زبان باستان آذربایگان خویش را بر پایۀ امثله و شواهد نظم و نثر که از گویش‌های ایرانی رایج در آذربایجان نظیر تالشی، تاتی، کردی، کرینگانی، هرزنی و غیره به دست آورد پی‌ریزی کرد.
- علی‌رغم آن که از ظهور کسوری تاکنون بیش از یک صد جزوه و کتاب در دفاع از تئوری کسروی چاپ شده تا کنون کسی نتوانسته‌است آواشناسی، سازه‌شناسی، جمله‌شناسی، مخزن واژگان، قواعد اشتقاق، گونه‌های ادبیات شفاهی و آثار مکتوب این زبان جعلی را تعیین و تدوین کند؛ و حتی یک نسخۀ خطی به این زبان موهوم تاکنون کشف نشده‌است.

صدیق کسروی را با الفاظی چون «جاعل»، «متملق»، «چاپلوس»، «آب زیرکاه»، «خیانت»، «نامردی»، «موذی گری»، «دوچهرگی»، «زیرآب‌زنی»، «گستاخی»، «وافوری»، «دروغ بافی»، «عوام فریبی» خطاب قرار میدهد.

### مخالف
نظرات محمدزاده صدیق در رد تئوری زبان آذری احمد کسروی موجب ایجاد گفت‌وگو پیرامون وی شده‌است که در اینجا به چند نمونه اشاره می‌شود:
- صدیق با آوردن الفاظ و عبارتی چون: «جاعل»، «متملق»، «چاپلوس»، «آب زیرکاه»، «خیانت»، «نامردی»، «موذی گری»، «دوچهرگی»، «زیرآب‌زنی»، «گستاخی»، «وافوری»، «دروغ بافی»، «عوام فریبی» و بسیاری دیگر از این دست واژگان و عبارات دربارهٔ کسروی و به گفتۀ خودش «پیروان» و «مقلدان» او چه قصد و هدفی را دنبال می‌کند؟ آیا واقعاً از منظر دفاع از اسلام و تشیع به مصاف او رفته یا دیدگاه‌های کسروی دربارۀ زبان آذری که در ضدیت با تمایلات پان‌ترکیستی اوست، او را به نقد کسروی کشانده‌است. اگر کسروی دربارۀ زبان آذری هم‌رأی دوزگون بود، او باز از مواضع ضداسلامی کسروی برمی‌آشفت؟[۱۹]
- صدیق در مصاحبه‌ای،[۲۰] در اشاره‌ای به شرح زبانشناسی زبان آذری باستان[۲۱] در دانشنامۀ ایرانیکا که آواشناسی، جمله‌شناسی و مباحث دیگر زبان آذری باستان را ارائه کرده‌است، گفته‌است که :منابع ایرانی ملی‌گرا که از سوی سرویسهای اطلاعاتی انگلیسی تغذیه می‌شوند درخارج هم به تبلیغ این نظریه ایرونی می‌پردازند. مثلاً احسان یارشاطر فراری که با غارت بیت المال ایران دکه ایران‌شناسی در آمریکا باز کرده‌است، ماده آذری Azeri رادر دائرةالمعارف ایرانیکا Iranica با همین تعریف آورده‌است؛ و به تبع او نوچه های‌ داخلی وی در دائرةالمعارف بزرگ اسلامی و دائرةالمعارف تشیع و دانشنامه ایران و اسلام هم سعی کرده‌اند این نظریه پوچ و سخیف و بی‌پایه و کسروی ساخته را رخت‌ علمی بر تن کنند. پان ایرانیست‌هایی که به اسلام و انقلاب اسلامی نیز گاه اقرار زبانی دارند نه اذعان قلبی و از مصداق «المومنون اخوه» سوء استفاده دهشتناکی می‌کنند و ما مسلمین را به بارکش خویشتن بدل می‌سازند و حمال‌الحطب این ماجرایند.
- در اظهارات صدیق اظهار نظری در مورد کتاب‌های دیوان همام تبریزی، سفینه تبریز و رساله روحی انارجانی دیده نمی‌شود.[۲۲]
- صدیق در کتاب یادمانهای ترکی باستان صفحهٔ ۱۲نوشته‌است:[۲۳] ایادی استعمار، مراقب بودند که در بازی باستانشناسی مبادا از زبان و فرهنگ اصیل ترکی ملت ایران سخنی به میان آید و هر کتیبه و نشانه‌ای از این زبان و فرهنگ اصلی ملت ایران به دست می‌آوردند یا نابود می‌کردند یا به زیرزمین موزه ایران باستان می‌فرستادند. چنان‌که اکنون بیش از یکهزار سنگ نبشته و کتیبه به گویش‌های مختلف ترکی باستان در این زیرزمین و مکانهای دیگر موجود است و تا کنون قرائت و منتشر نشده‌است.این در حالی است که صدیق هیچگونه مدرک و سندی در این باره ارائه نمیکند.[۲۴]
- به‌زعم نگارنده طریقه نگارش یا نت‌نویسی ابتدا در عربی و سپس فارسی، با الهام از الفبای ترکی اویغوری ابداع شد.[۲۳] این ممکن نیست مگر اینکه یادمان‌نویس کتیبه‌های اورارتویی، سومری، آرامی، مادی و ایلامی را در ایران، ترکی قلمداد کند.[۲۵]
- صدیق در کتاب یادمان‌ها می‌نویسد[۲۳]ص ۸: بازی باستان‌شناسی در ایران، در آغاز عصر حاضر و توسط صهیونیست معروف ارنست هرتسفلد آغاز شد. هرتسفلد، با کمک مالی دویست هزار دلاری صهیونیه، توانست که در تخت جمشید چند متخصص و صدها تن کارگر بومی را به خدمت بگیرد.صدیق هیچگونه مدرکی درباره صهیونیست بودن هرتسفلد نیز ارائه نمیکند.[۲۶]

## کتاب‌های شیخ صفی‌الدین اردبیلی و نظامی گنجوی
صدیق در مقدمه چاپ دوم کتاب قارا مجموعه می‌نویسد: 
در دورهٔ صفویه، به مجموعه کلمات قصار، نصایح، اندرزها، تحقیق‌ها و ارشادات برجای مانده از شیخ صفی‌الدین اردبیلی، قارا مجموعه اطلاق می‌شده‌است. … نسخه‌های خطی پراکنده‌ای که اکنون در دست غلات شیعه و برخی فرق صوفیه در ایران و ترکیه و عراق، تحت نام‌هایی مانند: البویوروق، قیلاووز الصفی، کلمات شیخ صفی، مناقب شیخ صفی، سیر الصفی و جز آن دست به دست می‌گردد، اجزاء پراکندهٔ این کتاب عظیم و گرانقدر هستند که نگارنده سعی کرده‌ام بخشی از آن‌ها را با حدس و ظن قریب به یقین در یک مجلّد فراهم آورم و تحت نام قارا مجموعه ۱ منتشر سازم و اعتقاد دارم که با تجسس و تحقیق بیشتر در متون صوفیانه بازمانده از دورهٔ صفویه و نسخ خطی رسالات موجود در میان فرقه‌های منسوب به شیخ صفی، می‌توانیم متن متقن تر این مجموعهٔ عزیز را بازسازی کنیم. کشف و بازسازی کامل قارا مجموعه نیاز به چالش‌های علمی نسل کنونی و آینده دارد و بسیج علمی گسترده‌ای می‌طلبد تا زوایای تاریک تقریرنگاری‌های احفاد شیخ صفی بر ما روشن گردد.

میر هدایت حصاری، در نشریه نوید آذربایجان در انتقاد از قارا مجموعه اینطور می‌نویسد
«در حقیقت این کتاب صرفاً اثری است که خود آقای صدیق تألیف نموده و از چندین کتاب طریقتی که همه آنها بارها چاپ شده‌اند، نقل نموده‌است و گاه‌گاهی نیز نام شیخ صفی‌الدین را (چنان‌که خواهیم گفت) از طرف خود در لابه‌لای سطور آنها جای داده‌است که در متن اصلی موجود نیست. … و اینکه با آنکه خود ایشان معترفند که این کتاب آن اثر معروف شیخ صفی‌الدین نیست، ولی علاوه بر اینکه از ماه‌ها پیش در مصاحبه‌هایش در مطبوعات و در صحبت‌هایش در اینباره پروپاگاند (تبلیغ) می‌نموده که کتاب قارا مجموعه را پیدا کرده و به عبارتی کشف کرده و عن‌قریب آن را منتشر خواهد کرد. روی جلد کتاب را نیز طوری تنظیم نموده‌اند که هر بیننده با مشاهده نام شیخ صفی‌الدین در بالا و عنوان قارا مجموعهٔ با خط درشت در زیر آن تصور خواهد کرد که این اثر از شیخ صفی بوده و همان قارا مجموعه کذایی است و معنی دیگری در ذهن متبادر نمی‌گردد.»
محمّد طاهری خسروشاهی تحت عنوان «پیشینه تحریف هویت تاریخی نظامی گنجه‌ای» می‌نویسد: کتابی به نام زندگی و اندیشه نظامی توسط «ع. مبارز»، «م، آ. قلی‌زاده» و «م. سلطان‌اف» و به سعی «حسین محمدزاده صدیق» ترجمه شد. مؤلفان این اثر نیز از چنین عبارات و اصطلاحاتی برای بیان مقاصد سیاسی خود بهره برده‌اند: «گنجه، شهر باستانی آذربایجان»، «احیای نظامی توسط محافل آذری باکو»؛ «نقش دانشمندان ترک در شناساندن نظامی در دوره معاصر»؛ «هدیه ادیبان آذربایجان شوروی؛ دیوان نظامی». مترجم این کتاب (صدیق) در مقاله دیگری که در ویژه‌نامه روزنامه فروغ آزادی تبریز، نشر نموده، نظامی را «به شدت متأثر از کتاب ده‌ده قورقود» معرفی نموده‌است»!
صدیق در مقدمه‌ای که به کتاب دیوان ترکی نظامی گنجوی نوشته‌است.
تنها کسی که با دقتی موشکافانه تصویر نسخهٔ خدیویه را مورد بررسی عالمانه و کارشناسانه قرار داد، آقای «صدیار وظیفه» متخلق به «ائل اوغلو» هستند که اولا از وجود دو دیوان، و نه یک دیوان، در این نسخه خبر می‌دهند و ثانیاً با دلایل متقنی که در مقدمه نگاشته‌اند، اثبات می‌کنند که نخستین دیوان جز نظامی گنجوی، منسوب به کس دیگری نمی‌تواند باشد و قرائن تاریخی ذکر شده در فوق، مربوط به نیمهٔ دوم یعنی «کلیات فارسی و ترکی نظامی قره‌مانی» است. ایشان دومین نفر بعد از «علی افندی حلمی داغستانی» هستند که این قصاید را به‌طور قطع و یقین از نظامی گنجوی می‌دانند و با نشر آن راه پژوهش‌های دقیق‌تر را مفتوح می‌سازند.
در قاهره کتابخانه معتبری به نام خدیویه وجود دارد که در آن شمار زیادی کتاب‌های دستنویس قدیمی نگهداری می‌شود. یکی از مسؤولین کتابخانه نامبرده به نام علی افندی حلمی داغستانی فهرست کتاب‌های خطی فارسی و ترکی کتابخانه را تألیف نموده آن را به سال ۱۳۰۶ هجری به چاپ رسانیده. در آن فهرست نوشته که نسخه خطی دیوان نظامی گنجوی به ترکی است. سعید نفیسی و وحید دستگردی این نوشته را حمل بر اشتباه کرده‌اند، اما صدیق به شرح بالا آن را قابل انتساب به نظامی گنجوی می‌داند. دیوان ترکی نظامی قونیوی در سال ۱۹۵۸ (۱۳۳۷ خورشیدی) یعنی حدود چهل سال پیش از "پیدا شدن" توسط ائل‌اوغلو، توسط هانوک ایپکتن(به ترکی استانبولی: Halûk İpekten) در ترکیه و از سوی انتشارات دانشگاه استانبول منتشر شده و معرفی جامعی در خصوص این دیوان ترکی در شماره سیزدهم نشریه «تورکیه» این دانشگاه صورت گرفته‌است. همین استاد دانشگاه استانبول، در سال ۱۹۷۴ (۱۳۵۳ خورشیدی) کتاب دیگری در شرح احوال و آثار نظامی قونیوی نوشته و در آنکارا منتشر کرده‌است. وی در این کتاب از وجود شش نسخه خطی برای دیوان ترکی نظامی قونیوی خبر داده که ششمین نسخه در «دارالکتاب قاهره» مصر نگهداری می‌شود. این نسخه که ظاهراً همان دیوان جعلی نظامی گنجه‌ای است، در کتاب ساختگی ائل اوغلو، تحت عنوان «نسخه‌خدیویه‌مصر» معرفی شده‌است.

## زبان‌شناسی، کتیبه بیستون و پارسی باستان
صدیق زبان پارسی باستان را جعلی میداند و باور داردص ۳۶
ضمیر سوم شخص مفرد «او» و «آن» در فارسی نیز تحت تأثیر ترکی باستان ایجاد شده‌است. زیرا در کتیبه‌های بیستون که به ادعای برخی پژوهشگرانِ غرق در احساسات شوونیستی، به زبانی بانام فرضی و جعلی «پارسی باستان» حک شده، ضمیر سوم شخص مفرد «اوهه و اوم» (uhavaom) است که نمی‌تواند ریشهٔ ضمیر سوم شخص مفرد در فارسی کنونی باشد. باید گفت در گویش‌های فارسی کنونی همهٔ ضمیرهای شخصی تحت تأثیر زبان ترکی باستان قوام یافته‌است نه اوستائی یا به اصطلاح پارسی باستان (!) که باستان‌شناسان شاهنشاهی و برخی از اساتید ادبیات فارسی که ترکی مدان هستند، چنین ادعای پوچی دارند و در مسئلهٔ بررسی تأثیر زبان ترکی در فارسی، جاهلانه و ناآگاهانه به اظهار نظر می‌پردازند و جهالت خود را با تحریف‌ها و توجیهات مضحک پرده‌پوشی می‌کنند.

همچنین در مورد تأثیر زبان ترکی روی زبان‌های اوستایی و پهلوی می‌نویسد ص ۴۴
هیچ‌یک از زبان‌های مرده و زنده دنیا مانند زبان ترکی دارای مفاهیم گستردهٔ زمان و انواع متعدد فعل نبوده‌اند و زبان ترکی از این لحاظ، از همهٔ زبان‌های جهانی غنی تر است. این غنا و گسترش، ریشه در اعماق قرون و اعصار دارد و حتی در ترکی باستان وجوه افعال، نسبت به ترکی معاصر از گستردگی و شیاع بیشتری برخوردار بود و به بسیاری از زبان‌های جهان و گویش‌های محلی منطقه نظیر زبان اوستائی و پهلوی نیز تأثیر گذاشته‌است.

و ص ۳۱
در زبان اوستایی نیز که تحت تأثیر و سیطرهٔ ترکی باستان شکل پذیرفته بود.

وص ۱۶ 
بررسی نظام آوائی ترکی باستان نشان می‌دهد که این زبان نخستین زبان فطری و طبیعی بشر بوده‌است.
ادعای اینکه نخستین زبانی که بشر بدان سخن گفت ترکی بود، در کتاب «فرضیه زبان آذری و کسروی» تکرار شده‌است (ص ۹) البته این ادعا را به علی پاشا صالح حقوقدان نسبت داده‌است.
همچنین وی زبانهای هند و اروپایی را بارها از زبانهای اورال آلتایی پایین تر میداند.در حالی که زبانهای اورال آلتایی فرضیه ای بود از یکی کردن خانواده زبانهای اورالی و آلتایی که در دهه ۶۰ میلادی رد شد.

## زبان‌های هند و افغانی
وی زبان‌های هند و ایرانی را هند و افغانی می‌خواند. زبان‌های هندی را شامل سنسکریت و پراکریت که مرده‌اند می‌داند و گروه افغانی را شامل فارسی و پهلوی که پهلوی مرده و فارسی را زبان رسمی دولت جمهوری اسلامی ایران و همین‌طور زبانی که از عرب و ترکی قوت یافته‌است، می‌داند.

## تألیفات
| - آذربایجانین شهید عالیملری - آشنایی با رسالات موسیقی - اردبیل لوحه لری - اوچغون داخما - دنیای قصهٔ بچه‌ها - دیدی از نوآوری‌های حبیب ساهر - زنجان لوحه‌لری ۲ - سایالار - سه سنگیاد باستانی - سیری در اشعار ترکی مکتب مولویه | - شرح غزل‌های صائب تبریزی - صمد بهرنگی منظومه‌سی - عاشیقلار - قاشقایی لوحه‌لری - قصه‌های کچل - متون ادبی هنر - مجموعه - ۱ - مشروطیت دؤنمینده فعالیت گؤسترن نسیم شمال - ملا عبدالله زنوزی و زنوزیه مکتبی - ملاپناه واقف، شاعر زیبایی و حقیقت | - ورزقان (شعر مجموعه‌سی) - چیل مایدان - کیچیک شعرلر - گزیده متون نظم ترکی - یادمان‌های ترکی باستان - یورد غزللری - یک روز در خاف (سفرنامه) در چهار قسمت |

## تصحیح‌ها و تدوین‌ها
| - دیوان اشعار ترکی غریبی تبریزی و تذکرهٔ مجالس شعرای روم - آثار ترکی سید یحیی مضطر زنوزی - آل محمد (ص) تاریخینده تشریح و محاکمه - امثال لقمان - برگزیده غزلیات شمس تبریزی - خلاصه قانون کار - دیوان اشعار ترکی سید ابوالقاسم نباتی - دیوان اشعار ترکی سید عظیم شیروانی - دیوان اشعار ترکی سید عمادالدین نسیمی - دیوان اشعار ترکی ملا محمد فضولی | - دیوان اشعار فارسی سید ابوالقاسم نباتی - دیوان اشعار فارسی ملا محمد فضولی - سه رسالهٔ فارسی (به انضمام رسالهٔ ۴۰ حدیث) حکیم محمد فضولی - قارا مجموعه شیخ صفی الدین اردبیلی - متن کامل غزلیات فارسی و ترکی حکیم ملا محمد فضولی - محاکمه اللغتین - مخزن الاسرار نظامی با ترجمهٔ منظوم ترکی ابوالفضل حسینی (حسرت) - مقالات محمد علی تربیت - منتخب الخاقانی فی کشف حقایق عرفانی (بیرینجی بؤلوم) | - نصاب اعتماد - نمایشنامه حاج مرشد کیمیاگر - نمایشنامه حکایت موسیو ژوردان - نمایشنامه خرس قولدورباسان - نمایشنامه‌های میرزا آقا تبریزی - پنج نمایشنامه میرزا آقا تبریزی - چهار تیاتر و رساله اخلاقیه - گلشن راز شبستری به روایت شیخ الوان ولی - یوسف و زلیخای ابوالقاسم فردوسی - یانان یاناقلار، عاصم اردبیلی |

## ترجمه‌ها
| - آتا! ای ظلم گؤرموش مکتبین بایراقداری - دیوان لغات الترک - «شرح و ترجمه ترکی قصیده بُرده» اثر شرف الدین بوصیری - آثاری از شعرای آذربایجان - آرزی و قمبر (سراینده: حبیب ساهر، ترجمه منظوم: حسین دوزگون) - ابو العلاء معرّی‌نین «فخریّه» قصیده‌سی‌نین تورکجه ترجمه‌سی - اسلام احکامی - افضل الدین خاقانی شروانی - الله تانیما (خداشناسی) - انقلاب بورژوازی در انگلستان - اوچونجو امام، حضرت حسین (ع) - ایچگی و ایچگی ایچمک حاققیندا قیرخ حدیث - ایلاهی عدالت (عدالت الاهی) | - بیرینجی امام، حضرت علی (ع) - ترجمهٔ منظوم ترکی چند شعر امام خمینی (ره) - توحیده چاغری (دعوت به توحید) - حضرت جعفر صادق (ع) دن قیرخ حدیث (چهل حدیث از حضرت صادق) - حضرت حسن عسکری (ع) دن قیرخ حدیث (چهل حدیث از امام حسن عسکری) - حضرت علی النقی (ع) دن قیرخ حدیث (چهل حدیث از حضرت علی النقی) - حضرت فاطمه زهرا (س) دن قیرخ حدیث (چهل حدیث از حضرت فاطمه) - حضرت محمد تقی (ع) دن قیرخ حدیث (چهل حدیث از امام محمد تقی) - حضرت مهدی (ع) دن قیرخ حدیث (چهل حدیث از حضرت مهدی) - حضرت موسی کاظم (ع) دن قیرخ حدیث (چهل حدیث از امام موسی کاظم) - حضرت پیغمبردن قیرخ حدیث (چهل حدیث از پیغمبر) - در شناخت هنر و زیبایی - درام عماد الدین نسیمی (نمایشنامه) | - دو گفتار ادبی پیرامون زندگی و خلاقیت قوسی تبریزی و میرزا شفیع واضح - دیوان لغات الترک شیخ محمود کاشغری - زندگی و اندیشه نظامی گنجوی - شهره عالم (برگردان منظوم ترکی غزلیات فارسی فضولی توسط حسین دوزگون) - قیسسا سؤزلر - مسایل ادبیات دیرین ایران - مسایل ادبیات نوین ایران - مطلع الاعتقاد فی معرفت المبدأ و المعاد - معاد تانیما (معادشناسی) - مقالات فلسفی - نظامی شاعر بزرگ آذربایجان - وطن یادداشتلاری - پیرامون پیدایش انسان - پیغمبر تانیما (پیغمبرشناسی) - گفتارهایی پیرامون مسایل زبانشناسی ایران |

## نشان دوستی جمهوری ازبکستان
به نقل از سایت سفارت ازبکستان در ایران، با حکم رئیس جمهور ازبکستان شوکت میرضیایف، به مناسبت بیست و نهمین سالگرد استقلال جمهوری ازبکستان، به حسین محمدزاده صدیق نشان "دوستی" اعطا شد. (منبع سایت سفارت ازبکستان کد خبر ۶۸۴۰) 